# Сухаребский, Лазарь Маркович
Лазарь Маркович Сухаребский  (при рождении — Лейзер-Мойше Меерович Сухаребский; 26 мая 1899, Новогрудок — 1986, Москва) — советский врач-психиатр, гигиенист, сценарист и теоретик кино, поэт, автор книг по психопатологии, психотерапии и кинематографии. Доктор медицинских наук, профессор.

## Биография
В 1917 году поступил на медицинский факультет Московского университета, после окончания которого и стажировки в Германии был оставлен в нём ассистентом (впоследствии приват-доцент и профессор); практиковал как врач-хирург. Доктор медицинских наук.
В 1920 году принадлежал к группе поэтов-ничевоков. Под его редакцией была издана книга «Вам (От ничевоков чтения)», куда вошли его стихотворения «Perpetuum mobile» (Княжне Сулико Дадешкелиани) и «Врагам моим». Его стихи вошли также в «манифест от ничевоков» «Мы».
С 1925 года сотрудничал с 3-й фабрикой Госкино и кинофабрикой «Ленсовкино», написав более ста сценариев к документальным, учебным и художественным фильмам. Занимался разработкой методов учебного кино и теорией кинематографии. В 1931 году совместно с Александром Птушко издал книгу «Специальные способы киносъёмки».
В 1928 году — приват-доцент 1-го МГУ (затем 1-го Московского медицинского института). В 1929—1930 годах — секретарь редакции журнала «Кино и культура», выходившего в издательстве Теакинопечать. В 1930—1931 годах — заведующий кафедрой киноведения факультета литературы и искусства Московского государственного университета.
Занимался исследованиями особенностей внешности, мимики и движений психиатрических больных, психологией выразительных движений. Разрабатывал методики использования кинематографических методов в психотерапии. В 1936 году под его руководством для этих целей в психиатрической больнице № 2 имени В. И. Яковенко в селе Мещерском началось строительство киностудии для патопсихокинографических исследований. В том же году вышла его монография «Патокинография в психиатрии и невропатологии».
Во время Великой Отечественной войны занимался разработкой санитарных и кинематографических материалов для нужд фронта, подполковник медицинской службы. Награждён медалями «За оборону Москвы», «За победу над Германией в Великой Отечественной войне 1941—1945 гг.».
В 1971 году с соавторами выпустил фотографический атлас «Лицо больного». В 1976 году стал основателем и первым директором общественного Института ювенологии в Москве, созданного с целью увеличения продолжительности жизни населения страны (возглавлял это учреждение до конца жизни). Был одним из пионеров использования гипноза и других психотерапевтических методов в СССР. Опубликовал также научно-популярные работы по статистике, йоге, аутотренингу, различным вопросам гигиены.
Умер в 1986 году в Москве.

## Семья
Сын — Ярослав Лазаревич Сухаребский (род. 1938).

## Список произведений

### Фильмография

#### Сценарист (наиболее известные фильмы)
- 1925 — драма Паук и муха (другие названия: Враг народа и Самогон — враг народа) (совместно с Н. И. Галкиным);
- 1928 — научно-популярный фильм Загадка жизни (совместно с Н. И. Галкиным и А. И. Опариным)[11];
- 1928 — Любовь в природе (совместно с Н. И. Галкиным)[12];
- 1929 — культурно-образовательный фильм о неврастении и её лечении Больные нервы (Неврастения) (совместно с Н. И. Галкиным), в качестве консультанта был приглашен народный комиссар здравоохранения СНК РСФСР Н. А. Семашко[13].

### Автор либретто
- 1930 — либретто к научно-популярному фильму о гигиене семьи и брака Кто виноват? (другие названия: Брак и потомство и Новый человек) [14]

### Сочинения
- Вам: (От ничевоков чтение) / Ред. Л. М. Сухаребского. — М.: Хобо, 1920. — 20 с.
- Научное кино / Л. М. Сухаребский; Предисловие О. Д. Каменевой. — М.: Кинопечать, 1926. — 58 с.
- Кино-лекции: Пособие для политпросветработников / Л. Сухаребский. — М.—Л.: Долой неграмотность, 1927. — 127 с.
- Обзор санпросветительных кинофильм за 10 лет пролетарской революции (1917—1927). — М.: Минздравоотдел, 1928. — 60 с.
- Кино против водки / Прив.-доц. Л. М. Сухаребский, А. С. Хавенсон. — М.—Л.: Теа-кино-печать, 1929. — 24 с.
- Учебное кино. С предисловием А. В. Луначарского. — М.: Теакинопечать, 1929. — 232 с.[15]
- Культурфильма: Политико-просветительная фильма / Акад. П. П. Лазарев, прив.-доц. Л. М. Сухаребский, А. Н. Тягай, В. К. Улович, К. И. Шутко. — М.: Теа-кино-печать, 1929. — 310 с.
- Кинофиксация школы / Л. Сухаребский, А. Ширвиндт. — М.: Теакинопечать, 1930. — 241 с.[15]
- Специальные способы киносъёмки. // Л. М. Сухаребский, А. Л. Птушко. — М.: Государственное издательство художественной литературы, 1930. — 253 с.[16]
- Статья «Кинематография» в Большой медицинской энциклопедии (1930)
- Методика кино-доклада / Л. Сухаребский. — М.: Роскино, 1932. — 15 с.
- Как готовиться к кинолекции / Л. Сухаребский. — М.: Управление кинофикации Союзкино, 1932. — 52 с.
- Кино-диспут (Опыт методразработки на основе фильма «Две матери») / Л. Сухаребский. — М.: Роскино, 1932. — 23 с.
- Кино-суд: Опыт методической разработки / Л. Сухаребский. — М.: Роскино, 1933. — 32 с.
- Нервно-психические болезни и их профилактика: Объяснительный текст диапозитивного фильма // проф. Ю. В. Каннабих, проф. Л. М. Сухаребский. Научно-исследовательский институт невро-психиатрической профилактики. — М.: Ф-ка № 5 треста «Союзтехфильм», 1933. — 23 с.
- Железы внутренней секреции: Сюжетный лист. Курс анатомии и физиологии 8 классе / Н. А. Роспопова, Л. М. Сухаребский. — М.: тип. Госиздата Армянской ССР, 1934.
- Гоноррея и борьба с ней в СССР: Сюжетный лист / А. Г. Гесин, Б. М. Пашков, Л. М. Сухаребский. — М.: Ф-ка № 5 треста «Союзтехфильм», 1934.
- Борьба с сифилисом в СССР: Сюжетный лист к серии диапозитивов / А. Г. Гесин, Б. М. Пашков, Л. М. Сухаребский. — М.: Ф-ка № 5 треста «Союзтехфильм», 1934. — 14 с.
- Происхождение человека / А. Г. Гесин, Б. М. Пашков, Л. М. Сухаребский. — М.: Ф-ка № 5 треста «Союзтехфильм», 1934. — 13 с.
- Мышцы: Сюжетный лист. Курс анатомии и физиологии. 8 класс. / Л. М. Сухаревский. — М.: тип. Госиздата Армянской ССР, 1934.
- Туберкулёз: В 2 ч. Сюжетный лист к серии диапозитивов / А. Г. Гесин, С. Е. Незлин, Л. М. Сухаревский. — М.: Ф-ка № 5 треста «Союзтехфильм», 1934. — 18 с.
- Патокинография в психиатрии и невропатологии / Л. М. Сухаребский. Институт психоневрологии и психогигиены Мособлздрава. — М.: Биомедгиз, 1936. — 244 с.
- Военная медицина на Западном фронте Великой Отечественной войны / Л. М. Сухаребский. Главное военно-санитарное управление Красной Армии и Московская городская контора Главкинопроката. — М.: Главкинопрокат, 1943. — 16 с.
- Кино на службе санитарной обороны / Л. М. Сухаребский. — М.: Госкиноиздат, 1944. — 84 с.
- Военно-санитарные медицинские и физкультурные кинофильмы / Л. Сухаребский. Киноотдел Центрального института санитарного просвещения НКЗ СССР, Отдел научно-учебной кинематографии 1-го московского ордена Ленина медицинского института. — 2-е изд. — М.: Главкинопрокат, 1944. — 26 с.
- Санитарно-просветительные кинофильмы / Л. М. Сухаребский. — М.: Институт санитарного просвещения, 1946. — — 59 с; 2-е изд., испр. и доп. — М.: Институт санитарного просвещения, 1948. — 76 с.
- Сборник аннотаций кинофильмов по медицине, физкультуре и спорту / Л. М. Сухаребский. М-во высш. образования СССР. Отд. кинофикации учеб. процесса. — М.: Советская наука, 1949. — 72 с.
- Мозг и кибернетика / Д-р мед. наук Л. М. Сухаребский. — М., 1957. — 8 с.
- О летаргическом сне / Д-р мед. наук Л. М. Сухаребский. — М., 1958. — 8 с.
- Наш современник в науке (Марк Поповский: Путь к сердцу). М., 1960 [17]
- Не допускать алкоголизма! Советы врача / Д-р мед. наук Л. М. Сухаребский. — М.: Медгиз, 1960. — 32 с.
- На работе — ни капли спиртного. — М.: Ин-т сан. просвещения, 1961. — 28 с.
- О памяти. М.: Медгиз, 1962; Издательство МГУ, 1962[18]
- Сон и сновидения. Конспект лекции. — М.: Институт санитарного просвещения, 1962. — 39 с.
- Учение индийских йогов о здоровье человека в свете современной науки (с В. В. Бродовым) // Философские вопросы медицины. M.: Медицина, 1969[19][20]
- Улыбка, настроение, здоровье. — М.: Медицина, 1964. — 48 стр.[21][22]
- Значение сна в жизни человека. — М.: Знание, 1964. — 32 с.
- Правда об алкоголе и никотине. — М.: Знание, 1964. — 24 с.
- Кино в помощь санитарному просвещению. Справочно-методическое пособие / Л. М. Сухаребский, Л. А. Злотников. — М.: Центральный научно-исследовательский институт санитарного просвещения Министерства здравоохранения СССР, 1964—1969. 4 выпуска.
- Клиника мимических расстройств: избранные картины в клинике психических заболеваний. М., 1966. — 356 с.[23]
- Статистика на службе народного здоровья / А. М. Мерков, Л. М. Сухаребский. — М.: Статистика, 1968. — 68 с.
- Условия внешней среды при научной организации труда и методы их определения / Л. М. Сухаребский, В. Г. Пушкарский. — М.: Центральный научно-исследовательский институт научно-технической информации и технико-экономических исследований лёгкой промышленности, 1968. — 62 с.
- Мимика как объективный фактор внешнего выражения личности // Проблемы личности. М., 1969. С. 216—227.
- Наглядные и технические средства в пропаганде медицинских знаний / Н. В. Воскресенский, Л. М. Сухаребский. — М., 1969. — 30 с.
- Лицо больного: Атлас / В. В. Куприянов, Л. М. Сухаребский, Г. Д. Новинский. М.: Медучпособие, 1971. — 119 с.
- Социально-психологические вопросы труда и управления строительством: Конспект лекций / С. И. Ильин, канд. экон. наук, Л. М. Сухаребский, д-р мед. наук. — М.: Министерство высшего и среднего специального образования СССР, Московский инженерно-строительный институт имени В. В. Куйбышева, 1972; 2-е издание — там же, 1977.
- Жить не старея (Советы занятому человеку) / Г. Г. Сафиров, Л. М. Сухаребский. — М.: Знание, 1983. — 64 с.